# Salvatore di Arischia
Salvatore di Arischia (Arischia, ... – Arischia, ...; fl. XV secolo) è stato uno scultore italiano.

## Biografia
Della vita di Salvatore di Arischia non si conosce quasi nulla. È noto però che nasce ad Arischia e si forma alla scuola dello zio Silvestro dell’Aquila. L’unica data storica certa nella quale viene menzionato lo scultore è il 1505.
Da giovane è attivo come aiutante nel completamento del mausoleo di San Bernardino nell’omonima basilica aquilana e, secondo J. Murray e O. Blewitt, la sua mano sarebbe rintracciabile anche nel monumento funebre di Maria Pereyra Camponeschi.
Una delle sue opere principali è l’imponente scultura del diavolo sulla facciata del Duomo di Orvieto, la quale viene ricordata in molte opere di storia dell’arte. Sullo stesso soggetto si riporta nella Corografia dell’Italia “sulla facciata rimarcasi il bel diavolo, capo lavoro in iscultura di Salvatore di Arischia”.
Lo scultore è attivo anche a Napoli nella realizzazione di alcune sculture dell’Arco Trionfale del re Alfonso V a Castel Nuovo.